# سيتون جرانتلاند
سيتون Grantland (بالإنجليزية: Seaton Grantland) (و. 1782 – 1864 م) هو سياسي، ومحام من الولايات المتحدة الأمريكية ولد في مقاطعة نيوكينت.